# Curatella
Curatella és un gènere monotípic de plantes dins la família Dilleniaceae. La seva única espècie és Curatella americana L. que és planta nativa d'Amèrica. Rep també els noms comuns de "curata", "parica", “peralejo macho”, “carne de fiambre”. Es presenta a la sabana tropical d'Amèrica Central i del Sud. És típic dels Llanos de Veneçuela

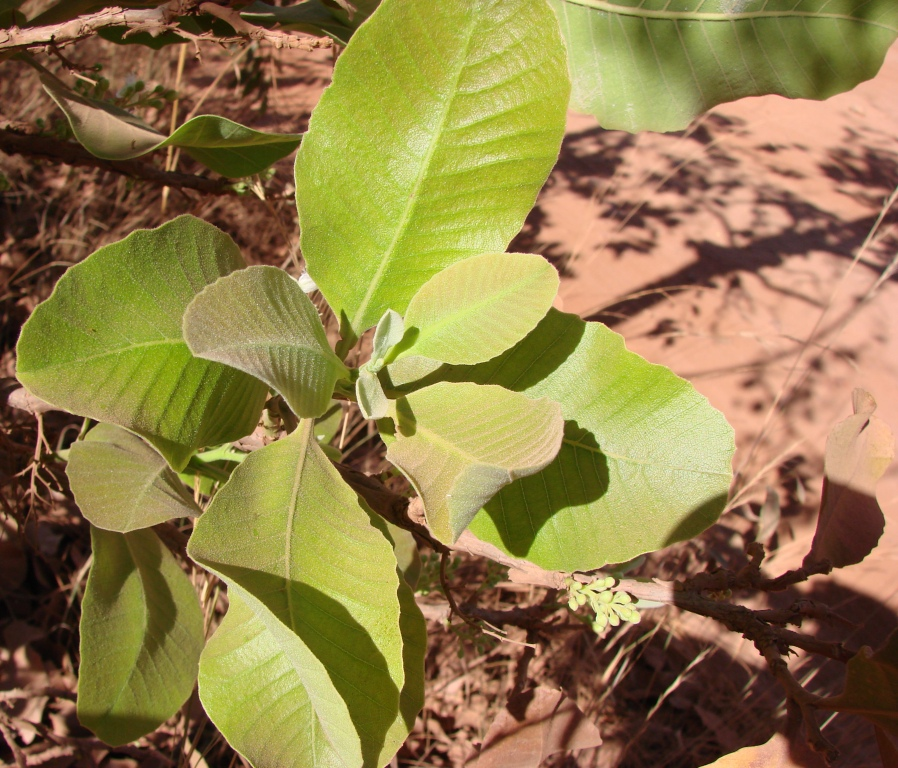
Detall de les fulles

## Descripció
Són arbres o arbusts que fan 2–15 m d'alt, tenen una pubescència aspra. L'escorça és de color marró clar. La seva fusta és molt dura i la planta té gran resistència als incendis.; les seves fulles són ovades a el·líptiques, de 8–20 (–35) cm de llargada i 5–10 (–15) cm d'amplada, pecíols subalats, d'1–1,5 cm de llargada. Inflorescències racemoses en panícules, flors de 7–12 mm d'amplada amb 4 pètals blancs. Floreix a l'inici de l'estació seca.
Els fruits tenen dos lòbuls d'una mida de 4-8 mm, tenen un aril blanc.

## Distribució i hàbitat
Es troba a unes altituds entre els 0–900 m; des del centre de Mèxic al Brasil, també a les Antilles.

## Usos

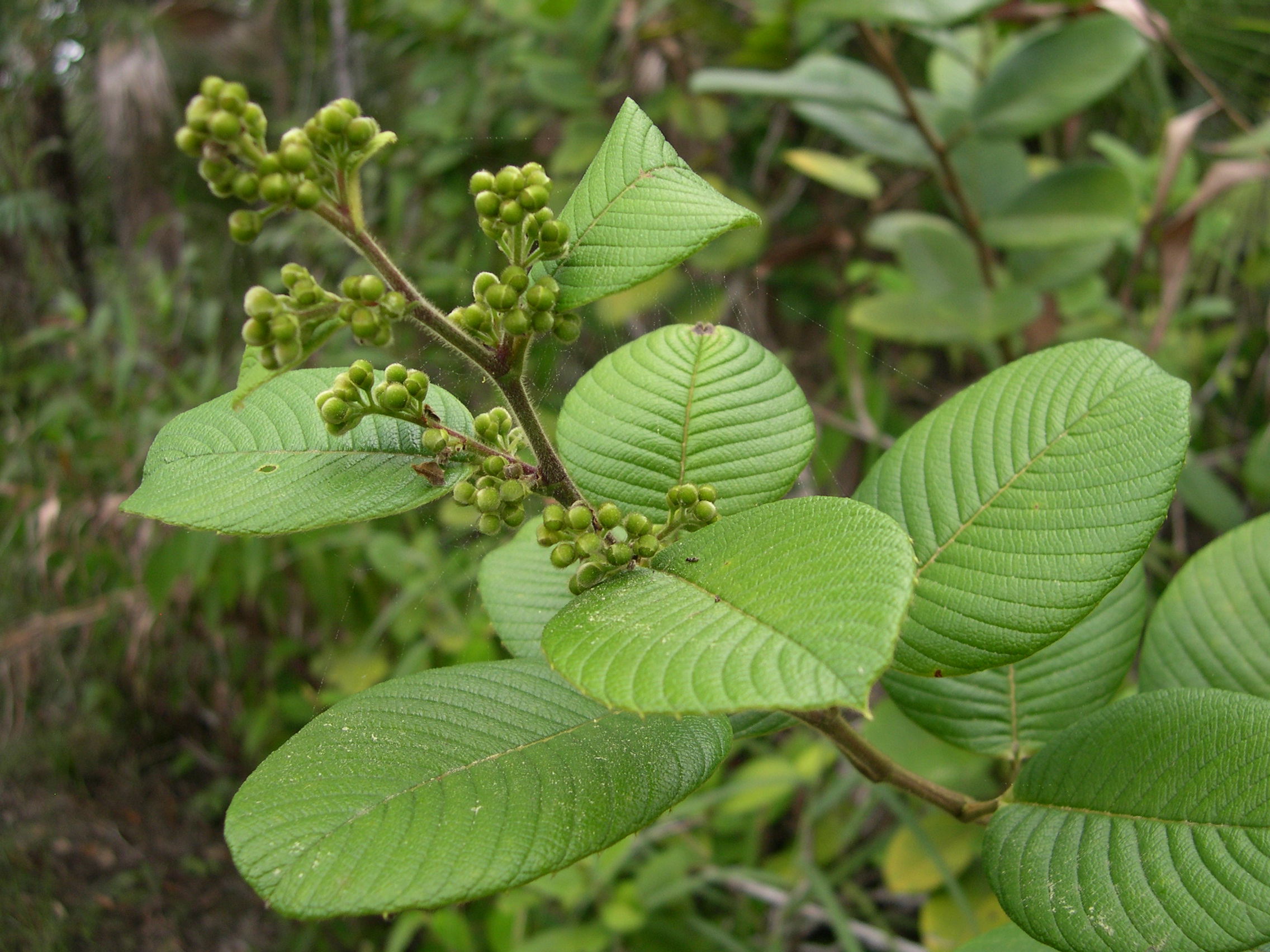
C. Americana

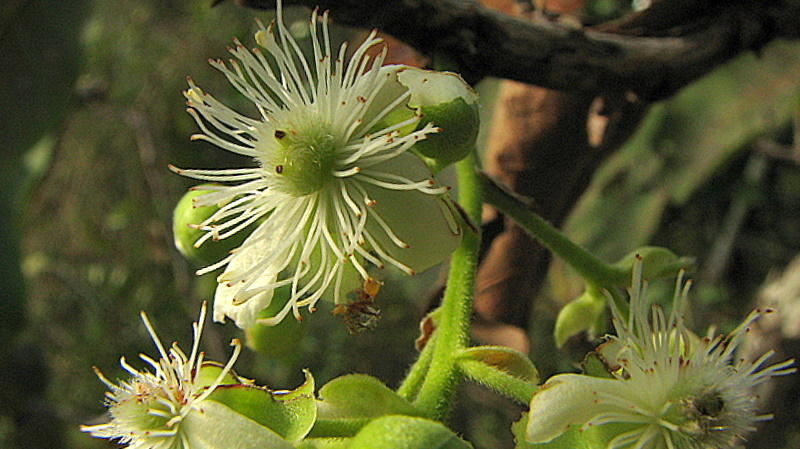
Detall

L'escorça conté tanins útils per a curtir el cuir.
En medicina tradicional es feia servir per combatre els trastorns digestius.

## Sinònims
- Curatella americana var. pentagyna Donn.Sm.
- Curatella cambaiba A.St.-Hil.
- Curatella glabra Spruce ex Benth.
- Curatella grisebachiana Eichler